# کشته شدن طلبه همدانی
 روحانی همدانی
کشته‌شدن طلبه همدانی (زاده ۱۳۵۲ – درگذشته ۷ اردیبهشت ۱۳۹۸) به رویدادی اشاره دارد که در جریان آن یک روحانی همدانی به وسیله اسلحه گرم توسط ضارب به نام «بهروز حاجیلویی» در شهر همدان، ایران درگذشت. مقتول امام جماعت یک مسجد محلی بود که در حوزه علمیه محدوده خودش به عنوان مسئول کتابخانه نیز فعالیت می‌کرد.

## شرح حادثه
در صبح روز شنبه ۷ اردیبهشت ۱۳۹۸، هنگامی که «مصطفی قاسمی» طلبه ۴۶ ساله اهل همدان از حوزه علمیه محل کار خود در محله آخوند همدان خارج می‌شد، ضارب با اتومبیل پژو ۲۰۶ بر سر راه وی قرار می‌گیرد و با اسلحه کلاشنیکف، دو گلوله به وی شلیک می‌کند که بلافاصله موجب کشته شدنش می‌شود. بهروز حاجيلو  پس از ارتکاب جرم از محل متواری می‌شود.

## بازتاب
«بهروز حاجیلویی» پس از این حادثه در صفحه اینستاگرام خود با انتشار عکس‌هایی از خود و نوشتن مطالبی به این قتل اعتراف می‌کند که از سوی نیروی انتظامی ایران شناسایی و تحت تعقیب قرار می‌گیرد.

## سرانجام بهروز حاجيلو
پس از این حادثه رئیس دادگستری استان همدان بلافاصله دستور رسیدگی سریع و خارج از نوبت را برای این پرونده صادر کرد و کارآگاهان پلیس توانستند با برنامه‌ریزی و پیگیری انجام شده و کنترل نامحسوس، محل اختفای قاتل را شناسایی کنند و در ساعات ابتدایی صبح روز بعد حادثه، واحد عملیاتی یگان امداد شهرستان همدان با محاصره و درگیری با قاتل وی را از پای درآوردند. در جریان این عملیات که حدود ۲۰ دقیقه به طول انجامید، دو نفر از مأموران پلیس نیز دچار جراحات سطحی شدند.

## واکنش‌ها
این حادثه در رسانه‌های خبری و شبکه‌های اجتماعی واکنش‌های زیادی را از از طرف برخی نهادها و افراد در پی داشت.
پس از کشته شدن عامل قتل، فرمانده انتظامی استان همدان ضمن تشریح حادثه اعلام کرد که برادران و همه دوستان وی نیز بازداشت شده‌اند و از شناسایی و دستگیری ۳۲ نفر از افرادی که با گذاشتن پیام در صفحه شخصی اینستاگرام قاتل از اقدام وی حمایت کرده بودند، خبر داد.